# Colostethus faciopunctulatus
Colostethus faciopunctulatus là một loài ếch thuộc họ Dendrobatidae.
Loài này có ở Colombia, có thể cả Brasil, và có thể cả Peru.
Môi trường sống tự nhiên của chúng là rừng ẩm vùng đất thấp nhiệt đới hoặc cận nhiệt đới, đầm nước ngọt, và đầm nước ngọt có nước theo mùa.
Chúng hiện đang bị đe dọa vì mất môi trường sống.